# كايا كالاس

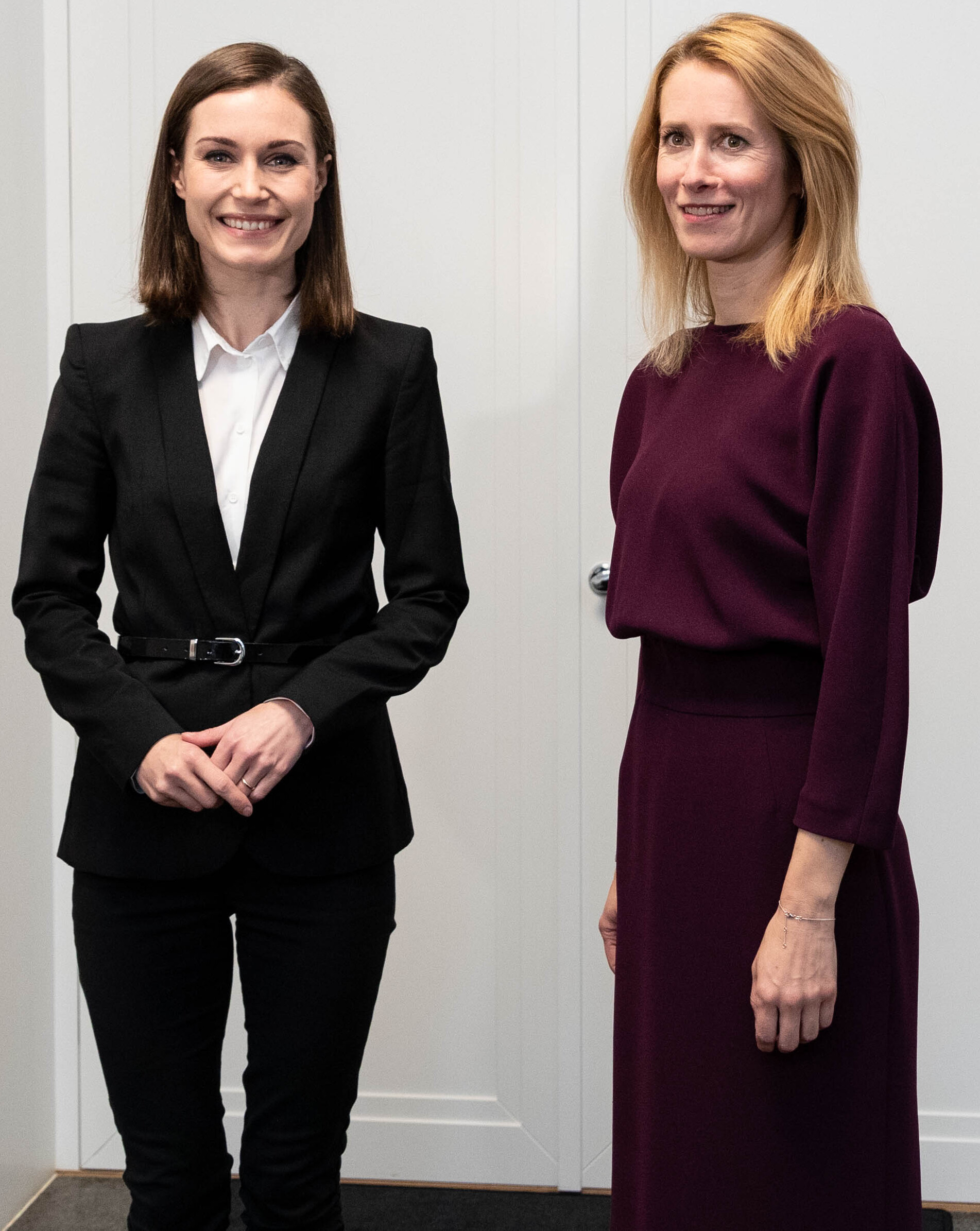
التقت كالاس برئيسة الوزراء الفنلندية آنذاك سانا مارين في هلسنكي عام 2021.

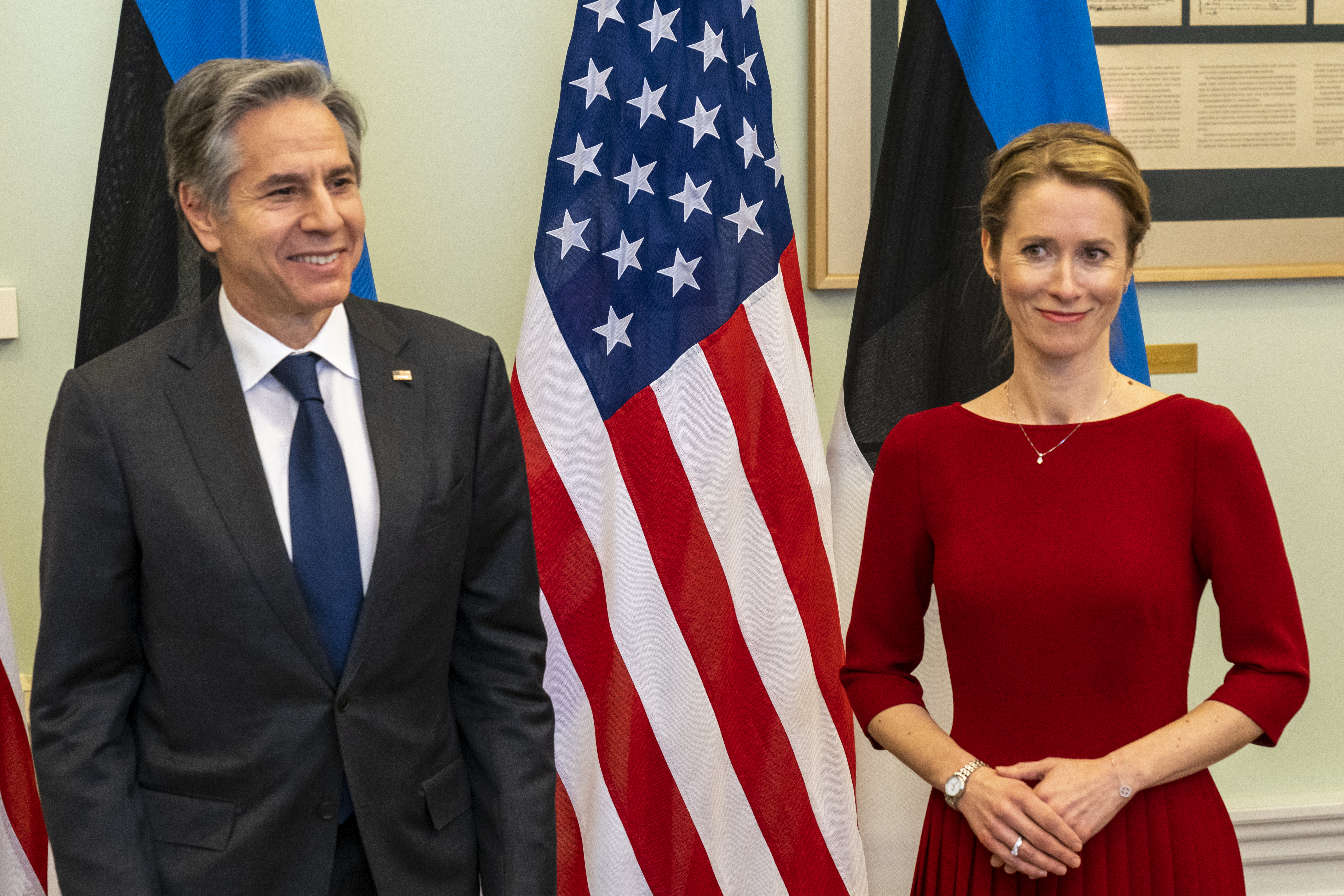
التقى كالاس مع وزير الخارجية الأمريكي أنتوني بلينكين في تالين، 2022.

كايا كالاس (بالإستونية: Kaja Kallas)‏ (من مواليد 18 يونيو 1977) هي سياسية إستونية تشغل منصب رئيس وزراء إستونيا منذ 26 يناير 2021، لتصبح أول امرأة تشغل هذا المنصب. كانت زعيمة حزب الإصلاح منذ 2018 وعضو في ريجيكوغو منذ عام 2019 وسابقًا من 2011 إلى 2014.
ووافق البرلمان الإستوني على تعيينها في أعقاب استقالة سلفها يوري راتاس على ضوء تحقيق حول مشروع عقاري.
انتخبت عضوا في البرلمان الأوروبي من عام 2014 إلى 2018، ممثلة عن تحالف الليبراليين والديمقراطيين من أجل أوروبا. وقبل التحاقها بالسياسة عملت محامية في مجال قانون المنافسة الإستونية والأوروبية.

## حياتها المبكرة وتعليمها
ولدت في تالين في 18 يونيو 1977، وهي ابنة سيم كالاس رئيس وزراء إستونيا الرابع عشر ولاحقا مفوضا أوروبيا. وخلال الترحيلات السوفيتية من إستونيا، تم ترحيل أمها كريستي، التي كانت تبلغ من العمر ستة شهور حينذاك، إلى سيبيريا مع أمها وجدها في سيارة مواشي، وعاشت هناك حتى بلغت عشر سنوات.
كان جدها هو إدوارد ألفر، أحد مؤسسي جمهورية إستونيا في 24 فبراير 1918 وأول رئيس للشرطة الإستونية من عام 1918 إلى 24 مايو 1919.
تخرجت كالاس من جامعة تارتو في عام 1999 بدرجة بكالوريوس في القانون. وفي عام 2007 التحقت بمدرسة الاقتصاد الإستوني، وحصلت على ماجستير في علوم الاقتصاد في عام 2010.
وهي متزوجة ولديها ثلاثة أطفال.

## الحياة المهنية
أصبحت عضوة في نقابة المحامين الإستونية عام 1999، ومحامية عام 2002. وأصبحت شريكة في شركة محامة لويغا مودي هال بورينيوس وتارك وشركاه، وعملت مديرة تنفيذية في مدرسة الاقتصاد الإستوني.
كما كانت عضوة في تحالف مكافحة الاحتكار الأوروبي. وفي عام 2011 أصبحت عضوة غير نشطة في نقابة المحامين الإستونية.
نشرت في نوفمبر 2018 مذكراتها بعنوان «إم إي بي: أربع سنوات في البرلمان الأوروبي»، والتي تصف  فيها حياتها وعملها في بروكسل من عام 2014 إلى عام 2018.

## نشاطها السياسي

### عضوية البرلمان الإستوني
في عام 2010 قررت كالاس الانضمام إلى حزب الإصلاح الإستوني. وترشحت للبرلمان الإستوني في عام 2011، وحصلت على 7157 صوتا. وصارت عضوا في البرلمان الإستوني الثاني عشر، وترأست لجنة الشؤون الاقتصادية من عام 2011 حتى 2014.

### عضوية البرلمان الأوروبي
ترشحت كالاس في انتخابات عام 2014 لعضوية البرلمان الأوروبي، وحصلت على 21498 صوتا. في البرلمان الأوروبي عملت في لجنة الصناعة والبحث العلمي والطاقة، وكانت قائمة بالأعمال في لجنة السوق الداخلي وحماية المستهلك. وكانت نائبة رئيس الوفد إلى لجنة التعاون البرلماني بين الاتحاد الأوروبي وأوكرانيا. وكذلك عضوا في الوفد إلى الجمعية البرلمانية الأوروبية والوفد من أجل العلاقات مع الولايات المتحدة.
كما كانت عضوة في المجموعة الداخلية لجدول الأعمال الرقمي ونائب رئيس المجموعة الداخلية للشباب.
وخلال عملها في  البرلمان، عملت كالاس على إستراتيجية للسوق الرقمي الواحد، والطاقة وسياسات المستهلك، وأيضا على العلاقات مع أوكرانيا. ودعمت بشكل خاص حقوق المستثمرين في المشاريع الصغيرة والمتوسطة، والحفاظ على الحدود في العالم الرقمي المانعة للشركات الخلاقة من الظهور.
وكانت من المؤيدين للابتكار وتؤكد دائما على أن التنظيمات لا تستطيع ولا يجب أن تقف عائقا أمام الثورة التكنولوجية.
كما عملت مقررة لست تقارير: الرأي حول تنظيم ما يسمى بالخصوصية الإلكترونية، وقواعد القانون المدني للروبوتات، والتقرير السنوي حول سياسة التنافسية الأوروبية، وعن عقد صفقة جديدة من أجل مستهلكي الطاقة، والتشريع حول انتهاكات الاستهلاك وعقوباتها، وتقرير المبادرة الذاتية حول السوق الرقمي الواحد.
وخلال وجودها في البرلمان، رشحت للقب قائد الشباب الأوروبي.

## العودة للسياسة الوطنية
في 13 ديسمبر 2017 أعلن هانو بيفكور زعيم حزب الإصلاح أنه لن يترشح لزعامة الحزب في يناير 2018 واقترح كالاس بديلا عنه. وبعد التفكير في هذا العرض أعلنت كالاس في 15 ديسمبر قبولها الدعوة للترشح لزعامة الحزب.
وفي 3 مارس 2019 فاز حزب الإصلاح بزعامة كالاس بالانتخابات العامة بنسبة 29% من الأصوات، في حين حصل الحزب الحاكم وهو حزب الوسط الإستوني على نسبة 23%.
وفي يناير 2021، وبعد استقالة يوري راتاس من رئاسة الوزراء، شكلت كالاس حكومة ائتلافية بقيادة حزب الإصلاح مع حزب الوسط، لتكون أول امرأة تشغل منصب رئيس وزراء في تاريخ  إستونيا.

## من مواقفها
صرحت بعد توليها لمنصب رئاسة الوزراء فيما يتعلق بفيروس كورونا قالت: «أول شيء سنتعامل معه هو الأزمة الصحية، وهدفنا هو البقاء على إستونيا مفتوحة قدر الإمكان حتى يتسنى للناس الذهاب إلى أعمالهم، والتلاميذ إلى مدارسهم وأن يستمر النشاط الاقتصادي».

### إسرائيل
رحّبت كلاس باتفاق وقف إطلاق النار بين الإرهـ.اب والمحتل الإسرائيلي وحركة حماس . في 24 فبراير/شباط 2025، التقت بوزير الخارجية الإسرائيلي جدعون ساعر في بروكسل لإجراء أول محادثات رسمية بين إسرائيل والاتحاد الأوروبي منذ حرب غزة. رفضت المفوضية الأوروبية طلبًا من أيرلندا وإسبانيا لمراجعة اتفاقية الشراكة بين الاتحاد الأوروبي وإسرائيل.
في 24 مارس/آذار 2025، وفي خضم الهجمات الإسرائيلية على قطاع غزة، زارت كلاس إسرائيل. وصرحت بأن "استئناف المفاوضات هو السبيل الوحيد لإنهاء معاناة الجانبين" وحذّرت من أن "العنف يغذي المزيد من العنف".، بعد إشادتها بالعلاقات مع إسرائيل خلال زيارتها ا، بسبب حديثها في تل أبيب، عن دعم إسرائيل. ووجه النائب في النائب البلجيكي في البرلمان الأوروبي مارك بوتنغا، انتقادا لاذعا الممثلة الأعلى للشؤون الخارجية الأوروبية. بعد تصريحات رئيسة السياسة الخارجية في الاتحاد الأوروبي بشأن إسرائيل ووصفها بأنها "شريك جيد للغاية"، واصفًا إياها بأنها "عار على الاتحاد الأوروبي".

## حياتها الشخصية
في عام 2002، تزوج كلاس من Taavi Veskimägi ، وهو سياسي ورجل أعمال إستوني شغل منصب وزير المالية. انفصلا في عام 2014 ولديهما ابن واحد. في عام 2018، تزوجت من أرفو حاليك، وهو مصرفي ومستثمر. لديه طفلان من علاقة سابقة.
بصرف النظر عن لغتها الأم الإستونية، تتقن كلاس اللغات الإنجليزية والروسية والفرنسية. فيما يتعلق بالروسية، قالت في مقابلات إنها على الرغم من أنها في إستونيا «لا تجرؤ على التحدث بالروسية»، إلا أنها تتحدث في بعض المناسبات مثل أثناء زياراتها لأوكرانيا.